# ラーム・エマニュエル
ラーム・イスラエル・エマニュエル（英語: Rahm Israel Emanuel、ヘブライ語: רם ישראל עמנואל、1959年11月29日 - ）は、アメリカ合衆国の政治家。ビル・クリントン大統領当選時の資金調達活動などを通じて政界に入り、下院議員（イリノイ州選出）、シカゴ市長、バラク・オバマ政権時の大統領首席補佐官などを歴任したのち、2022年3月から2025年1月まで駐日アメリカ大使を務めた。
駐日大使就任後は、台湾情勢をめぐって与那国島を公式訪問してみせるなど、中国の拡大に対する危機感を繰りかえし明言して注目を集めた。

## 来歴
1959年11月29日にイリノイ州シカゴに誕生する。彼の父はイスラエルのエルサレム出身のユダヤ人小児科医であったが、それ以前は「オデーサ・ギャング」とも呼ばれたイスラエル民兵組織「イルグン」のメンバーであった。母はシカゴ出身のアメリカ人で、介護職などに携わるかたわら人種間平等の推進など市民活動を行っていた。2人は1950年にシカゴで出会った。
父方の先祖はポグロムでウクライナのオデーサからイスラエル建国前のパレスチナに逃亡したユダヤ人であり、母方の先祖はモルドバ出身のユダヤ人である。 また、彼の一族は元々アウエルバッハ（Auerbach）という姓であったが、アラブ人との抗争で死亡した彼の叔父エマニュエルにちなみ改姓した。
「ラーム」は「高尚」などを意味するヘブライ語であるが、彼の父であるベンジャミンによると、イスラエル過激派武装グループ「イスラエル解放戦士団（レヒ）」の戦死した戦闘員Rahamin氏から名付けたという。
兄のエゼキエルはコロナウイルス政策などに携わった医学者、弟のアリエルは米国最大手のタレントエージェンシー/総合エンターテイメント企業エンデバーのCEOである。また、義妹のショシャナがいる。

### キャリア初期
1981年にニューヨーク州のサラ・ローレンス大学を卒業し、1985年にはイリノイ州のノースウェスタン大学大学院に入学した。学部在学中には地元の連邦下院議員の選挙にボランティアで参加した事もある。また1991年の湾岸戦争ではイスラエル国防軍に民間ボランティアの資格で参加し、イスラエル北部の基地でトラックのブレーキ修理をしていた。
エイミー夫人は結婚直前にユダヤ教に改宗してユダヤ人になったため、現在2人の間にはユダヤ人の1男2女の子供がいる。イスラエルとの二重国籍を持った「シオニスト」として、「ユダヤ・ロビー」の1人だと批判されることがある。

### 政界入り
ビル・クリントン前大統領の大統領選挙に対する貢献から、1993年から1998年までビル・クリントン政権の政策に関する大統領上級顧問となった。毒舌で攻撃的な面があり、ビル・クリントン政権時代には同僚から「ランボー」（Rahmbo）とのあだ名が付いた程である（後述）。また政治ドラマの『ザ・ホワイトハウス』に登場するホワイトハウス次席補佐官ジョシュ・ライマンのモデルだとされている。
1998年にホワイトハウスを去った後、2002年まで投資銀行であるワッサースタイン・ペレラ銀行（のちアリアンツが買収）に勤務し、MBAを持たず銀行勤務の経験が無かったが、1999年には重役に就任した。
2002年にイリノイ州選出の下院議員となり、2003年から2009年まで3期6年務めた。2006年の下院選挙では選挙対策委員長として、民主党の過半数獲得に尽力した。

### 大統領首席補佐官
2009年1月20日に発足したバラク・オバマ政権で第23代アメリカ合衆国大統領首席補佐官に就任後は民主党内をまとめあげ、特に党内でも反対論の多かった医療保険制度改革法の成立に尽力した。シカゴ市長選挙に出馬するため、2010年10月2日付けで大統領首席補佐官を辞任。

### シカゴ市長
2011年2月22日に55パーセントの得票率でシカゴ市長選挙に勝利し、同年5月16日にユダヤ人として初めて第55代シカゴ市長に就任し、2015年4月7日に再選された。
2014年10月に当時17歳だった黒人少年が白人警官に射殺される事件が発生し、シカゴ市警は狙撃の正当性を主張したが、州検察当局は2015年11月に当該の警官を第一級殺人の容疑で起訴し、裁判所の命令に従い事件当時の映像も公開。警官の証言と食い違う状況だったことが明らかとなり、また現場付近の防犯カメラの映像を削除させていたとの疑惑までも持ち上がったことから抗議運動が長期化し、エマニュエルは市長として同年12月1日に市警本部長を免職処分とした。この事件では映像の公開に事件発生から1年以上も要したのは2015年の選挙での再選を目指すエマニュエルの責任であり、先述したようなシカゴ市警の隠蔽工作もあいまってエマニュエルの策略だとする声が特に黒人社会を中心に巻き起こった。2019年のシカゴ市長選挙には出馬せずに5月で退任した。

### 駐日アメリカ合衆国大使
2021年2月、駐日大使候補の一人として報道され、8月20日にジョー・バイデン大統領によりエマニュエルが正式に駐日大使に指名された。シカゴ市長時代にあった警察当局による黒人少年射殺事件への対応を問題視する向きもあり、5月には民主党を支持する左派団体が駐日大使指名に反対する声明を行っており、上院での承認には不透明さもあるとの報道もあったが、同年9月13日、任命の承認案が大統領より上院へ提出された。この承認案件について「アフガニスタンからの駐留米軍撤収の混乱、上記のラクアン・マクドナルドの殺人事件への対応をめぐって野党共和党が対決姿勢を強め、審議が滞る見通しとなったため、議会承認が遅れる可能性が出た」と報道された。
2021年10月20日、上院外交委員会で、任命承認を審議するための公聴会が行われ、11月3日、上院外交委員会は任命承認すべきと議決した。そして12月18日の上院本会議で賛成48（民主党39、共和党8、無所属1）、反対21（民主党3、共和党18）、投票不参加31（民主党6、共和党24、無所属1）で承認議決が行われて正式に大使への任命が確定した。2021年12月22日、就任の宣誓を行った。
2022年1月23日、大使着任のために来日した。2月7日、ツイッターに投稿した動画でロシアによるウクライナや日本に対する主権軽視を真っ向から批判し、「米国は北方四島に対する日本の主権を1950年代から認めている」と述べて北方領土問題における日本の立場を明確に支持した。同年3月25日、皇居にて信任状奉呈を行い、正式に着任。
2022年4月23日、林芳正外相とともにアメリカ海軍の原子力空母、エイブラハム・リンカーンを視察。
2022年7月8日、安倍晋三銃撃事件に対して、「安倍晋三元首相の銃撃事件を受け、悲しみを覚えるとともに大きな衝撃を受けています。安倍さんは日本の優れた指導者であり、米国にとって揺るぎない盟友でもあります。米国政府と米国民は、安倍さんのご無事を願うとともに、ご家族と日本国民のために祈っています」とコメントした。

2023年10月11日、東京都の渋谷駅前で開かれた、ハマスとイスラエル軍との軍事衝突をめぐりハマスに抗議する集会に、イスラエルのコーヘン駐日大使とともに参加し、ハマスに抗議する意志を示した。
2025年1月14日に大使を退任し帰国した。同年2月13日、CNNテレビはエマニュエルをコメンテーターに起用したと発表した。政治や国際情勢を担当する。

## 駐日大使在任中の主な事跡

### 米国産液化天然ガス(LNG)の輸出のアジア拡大
採算性が懸念されるアラスカ州での天然ガス採掘プロジェクトの推進者として知られている。
2021年のインフラ投資・雇用法可決により、米国外へのLNG輸出が可能となったことから、アジア地域への輸出増の計画が立てられている。
しかし、日本や韓国はアラスカLNGプロジェクトに対し後ろ向きであり、両国が「競合するプロジェクト（日本の場合、ロシア・ギダン半島におけるアークティックLNG2プロジェクトと考えられる）」が2030年までに天然ガス源を提供することを期待していることがウォール・ストリート・ジャーナルにより報じられた。
エマニュエルはロシアへのエネルギーの依存度を減らし、米国産LNGを購入することが日本にとって安全保障の観点から好ましい旨を主張している。
2023年12月末、米国によるロシアへの経済制裁の影響により、三井物産からアークティックLNG2への出向者全員の引き揚げが決定されたことが産経新聞によって報じられ、ロシア紙コメンサントも同プロジェクトへの外国企業の参画が停止されたことを報じた。
これにより、2500億円に及ぶ三井物産・日本政府による投資の回収可能性に懸念が生じている。

### LGBTの権利を主張
東京レインボープライドに参加し、駐日大使の公式ツイッターで他国の駐日大使とのビデオメッセージを投稿するなど、LGBTの権利の保護を主張しており、日本政府に対し、LGBTへの差別の禁止や、同性婚を認めるなどの法制化を求めている。

### 共同親権の導入
米国では、日本の単独親権制度はハーグ条約に違反しており、米国人の子供たちをその片親が誘拐している（実子誘拐）と見なす団体が存在する。
エマニュエルは2021年の上院での大使承認の公聴会にて、「日本は拉致された米国の子どもたちを返還するという合意を守らなければならない」と語っている。
2024年5月、日本の国会にて共同親権を旨とする民法などの改正が可決された。
その際、国会質疑にて浜田聡議員からの「エマニュエル大使からの内政干渉ではないか」という質問に対し、政府からの回答は「何が内政干渉に当たるか否かを一概に述べることは困難」として、何らかの働きかけがあったことを否定しなかった。

### 長崎原爆式典への出席を拒否
2024年8月9日に長崎市で行われた原爆の日の記念式典に、イスラエルが招待されていないことを不服として参加を拒否した。エマニュエルは後にメディアの取材に応じ、式典にはロシアも招待されておらず、自身が出席すればウクライナ侵攻とイスラエルの攻撃を同一視することになるとして、「良心にかけてそれは出来なかった」と述べている。
この式典には、同様にイギリスなど日本をのぞくＧ7各国の大使も出席を見合わせる事態となった。エマニュエル大使の対応について、一部メディアは「当事国の無反省を物語る」「二度と来なくてよい」などとするソーシャル・メディア上の批判を報じた。
式典当日の9日、エマニュエルはイスラエル大使らとともに東京の増上寺で行われた被爆者追悼式典に参加。長崎市へは福岡アメリカ領事館の首席領事が米政府代表として出席した。

## ギャラリー
- キャシー松井と（2022年3月3日）
- 連合会長の芳野友子と(2022年5月17日)
- 米国のナンシー・ペロシ下院議長、マーク・タカノ下院議員、岸田文雄首相らと（2022年8月5日）
- 浜田靖一防衛相と（2022年8月17日）

## 人物
野心的・好戦的な人物として広く知られる。1988年、「民主党議会選挙運動委員会」に所属し、連邦議会下院の民主党候補のキャンペーン活動に従事した。この時ある同僚の民主党員の失態により選挙戦は敗北してしまったが、自身の非をなかなか認めようとしない相手への怒りのメッセージとして死んだ魚を箱に入れて送りつけている。これは映画『ゴッドファーザー』でマフィア同士の抗争で敵対者への警告として用いられた手段である。こうした戦闘的な姿勢のため「政界のランボー」などと呼ばれることがあったという。
また公職についている政治家としては異例なほど激しい言葉づかいでも知られ、エマニュエルを首席補佐官に任用したオバマ前大統領は、回顧録の中でエマニュエルについて「非常に野心的で (…) 言葉遣いの汚さでも有名だった」と評している。オバマの側近らの中にはエマニュエルを「右派にも左派にもおべっかを使い…金融業界に甘い」信用しようのない人物だと考える者も多かったが、最終的に彼の「高慢さの仮面に隠れた品格と真の愛国心」を信じて任用した、と述べている。
2019年のシカゴ市長在任時、プレゼンテーションを終えた東アジア系の若い女性環境活動家に対し、「養子縁組の準備はできている？」、「大人しいね。たくさん勉強してるの？」等の発言を行い、手に持った書類で下半身を触ったことから、アジア系の人権団体などから人種のステレオタイプ化（アジア人は大人しく、よく養子縁組に出される）であると批判を受けた。一方で、エマニュエル自身にも両親の養子縁組によって義理の妹となったショシャナがおり、さらにショシャナ自身も私生児を産み、彼の弟のアリが養子として引き取った経緯があることも指摘されている。

### 鉄道ファン

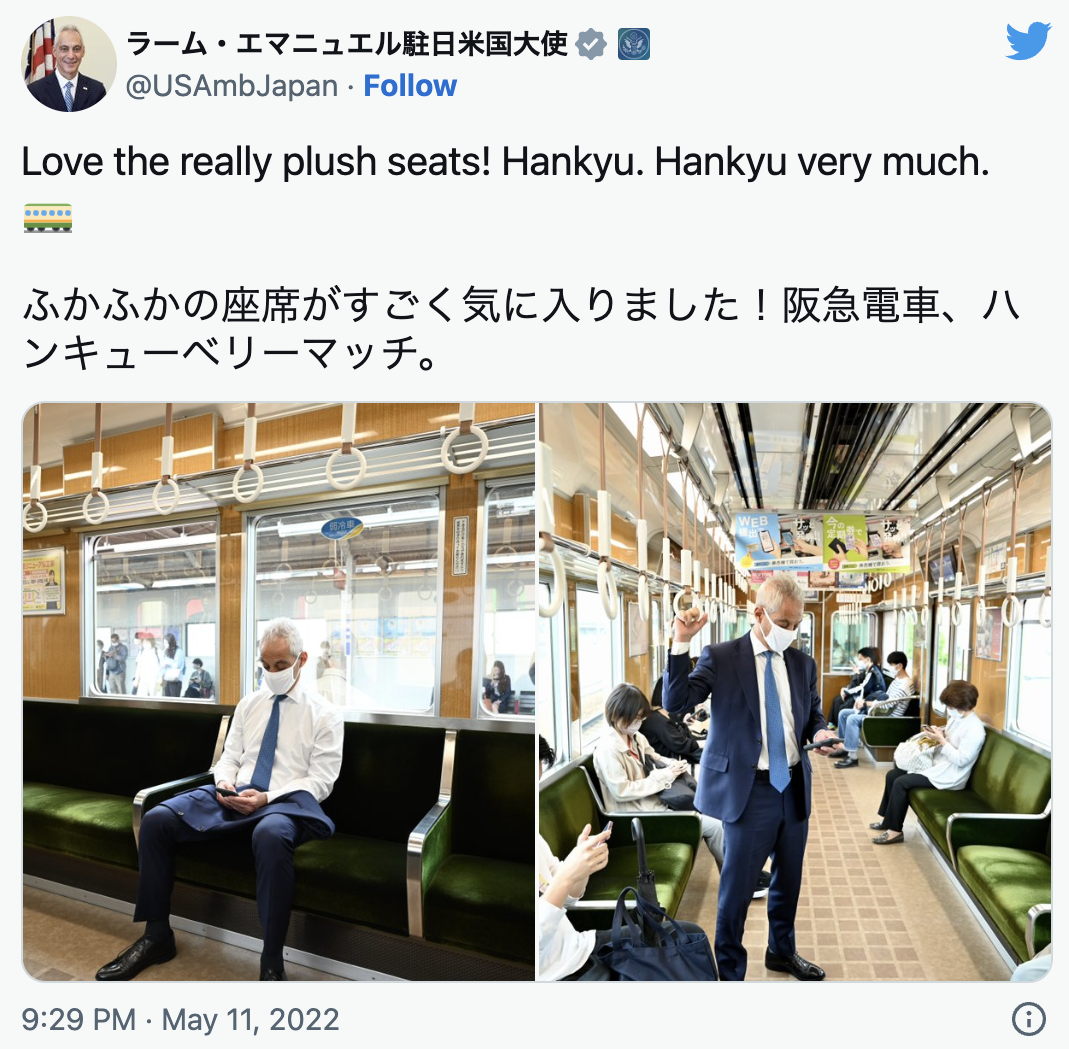
阪急と英語の「ありがとう」（thank you）を掛けて「阪急電車、ハンキューベリーマッチ。」と駄洒落を利用した二か国語ツイート(2022年5月)

鉄道ファンとして知られており、成人してからもニューヨークとワシントンを往復するのにアムトラックをよく利用し、シカゴ市長になってからも通勤で週に2回は電車を使っていた。その、シカゴ市長時代には通勤などで電車を日常的に使用していた。2022年2月にはエイミー夫人と新幹線で京都を訪れており、「新幹線を経験するまでは本当の意味で電車に乗ったとは言えないのではないか」と述べている。また「新幹線はスムーズで静かなのでゆっくり読書できるのが良い」とも語っている。
2022年2月に米軍横須賀基地を訪問する際は本人の希望により、品川駅から横須賀中央駅まで、京浜急行電鉄の特急列車を利用して移動した。
2022年5月に関西地方を訪問した際は阪急電鉄並びに大阪市高速電気軌道（大阪メトロ）の電車にも乗車している。
2022年6月に神奈川県庁を訪れた際は東日本旅客鉄道（JR東日本）の東海道線にも乗車している。
2022年12月には内閣官房長官である松野博一の招待で松野の地元（千葉県市原市）のローカル鉄道である小湊鉄道に乗車した。
2023年11月にはテレビ番組『世界一受けたい授業』（日本テレビ制作）収録の一環として、東海旅客鉄道（JR東海）が所有している新幹線電気軌道総合試験車（ドクターイエロー）に乗車した。